# Ali Hassan Mwinyi
Ali Hassan Mwinyi (Kivure, 8 maggio 1925 – Dar es Salaam, 29 febbraio 2024) è stato un politico tanzaniano, secondo Presidente della Tanzania, in carica dal 1985 al 1995, nonché segretario del primo partito del paese, il Chama Cha Mapinduzi, dal 1990 al 1996.

## Biografia
Divenne presidente della Tanzania dopo aver svolto funzioni di ministro dell'interno e vicepresidente nel governo di Julius Nyerere. Durante il mandato, Mwinyi iniziò un programma di profonda riforma del sistema politico ed economico tanzaniano, abbandonando il modello socialista della Ujamaa a favore dello sviluppo della libera impresa e introducendo un modello di democrazia multipartitica. Allo stesso tempo venne criticato per la diffusione della corruzione politica e dell'evasione fiscale.
Dopo la fine del suo mandato, Mwinyi si ritirò a vita privata a Dar es Salaam, dove morì il 29 febbraio 2024 per un tumore polmonare, all'età di 98 anni.

## Vita privata
Si sposò nel 1960 ed ebbe dodici figli.